# 401-й лёгкий артиллерийский полк
401-й лёгкий артиллерийский полк — воинское подразделение СССР в Великой Отечественной войне

## История
Сформирован с 07.09.1939 по 16.09.1939 в г.Вологда.
15 сентября 1939 г. прибыл на доформирование в г. Архангельск
На 10 января 1940 г. полк насчитывал 1903 человека.
В докладной записке на имя командира 88 стрелковой дивизии отмечается, что в полк по призыву прибыли в основном солдаты 1904—1910 годов рождения, по большей части семейные.
Призывники поступили из 6 военкоматов. В Центральном архиве Министерства обороны сохранились списки около 200 призывников, направленных в эту часть.
В предвоенный период была размещена в 3-х точках.
1 и 2 батареи возле г. Онега
3 батарея в посёлке Щель-Экономия (25-28 км севернее Архангельска)
4,5,6 батареи возле г. Мезень-Каменка
Временный командир 401 лёгкого артиллерийского полка капитан Айрапетов в рапорте за июль 1940 года на имя командира 88 стрелковой дивизии жалуется на большую удалённость батарей друг от друга — 180 км, 30 и 300 км от штаба полка. В связи с этим до 40 % личного состава находится на дежурствах и различных хоз. работах. В том же рапорте он просит или направить все батареи полка в одну точку, или предать полк ближайшему стрелковому полку для снижения хозяйственной нагрузки на личный состав полка.
Из «История нашей части 1941—1942 г.г.» (Рассекречено 08.05.2007 приказом № 181 МО РФ)
Участвуя в борьбе против бело-финов в 1939 г. 3-й дивизион 4-го полка в составе частей н/дивизии, энергично и смело громил врага
По информации из других источников, полк принимал участие в финской компании, но в боевых действиях не участвовал, по причине отсутствия боеприпасов для пушек.
Из «История нашей части 1941—1942 г.г.» (Рассекречено 08.05.2007 приказом № 181 МО РФ)
В 1-х числах Мая 1941 года, полк приступил к строительству нового лагеря
Из переписки командиров полка со штабом следует, что В Архангельске полк расквартирован в здании школы. Солдаты строят себе нары и обустраивают быт. В истории части же идёт подробный рассказ, в лучших традициях соц. реализма про строительства военного лагеря в лесу у г. Онега.
Из «История нашей части 1941—1942 г.г.» (Рассекречено 08.05.2007 приказом № 181 МО РФ)
Приказ Народного комиссара обороны СССР маршала Тимошенко «О приближении боевой учёбы к суровой действительности» вызвал небывалый подъем у личного состава полка. Бойцы, командиры и политработники всю свою энергию направили на быстрейшее оборудование лагеря, чтобы здесь в лагере, соприкасаясь ближе с природными условиями, применяясь к местности, как можно лучше вести боевую и политическую подготовку подразделений нашей части. Благодаря проявленной инициативе и энергии как со стороны командира части майора Кузнецова, военкома части ст. политрука Никольского, временно исполняющего обязанности командира части, а также энергичного участия всего командного и политического состава части совместно с бойцами лагерь был полностью оборудован и готов 21-го июня 1941 года. Лагерь был оборудован со всеми удобствами, необходимыми для проведения боевой и политической учёбы части, а также и отдыха бойцов, командиров и политработников. Чувствовалось, что в создании замечательного лагеря, который является местом боевой подготовки была вложена любовь и изобретательность со стороны его строителей.
Согласно сохранившимся журналам о «Чрезвычайных происшествиях в части» можно узнать о реальной деятельности части в то время:
январь 1940 г. — солдаты самовольно увели колхозную лошадь для работ
март 1940 г. — солдаты привлечены для рытья водопровода на одной из улиц г. Архангельска
апрель 1940 г. — выявлен факт недостачи 133 кг мяса, отпущенных в часть со склада
апрель 1940 г. — при разгрузке товарного состава в г. Архангельск, солдат попадает под движущийся вагон (происшествия подробно разбирается в большом количестве документов, суд принял решение только о дисциплинарном взыскании)
июнь 1940 г. — пьянство в части, пьяные солдаты дебоширят в г. Архангельск
Согласно документу «История нашей части 1941—1942» о начале Великой Отечественной войны часть узнала так -

Итак, когда утром 22-го июня бойцы и командиры вышли из помещений и палаток, лагерь озаряемый лучами восходящего солнца, празднично убранный выглядел красиво. Небо голубое, ни облачка, солнце теплотой своих лучей ласкали, день как-бы обещающий только хорошее. На площадке сборов 758 с.п., подразделения нашей части были выстроены вокруг трибуны, где были выстроены подразделения нашей славной пехоты 758 с.п., который совместно с нашей частью праздновал открытие лагеря. Наступала торжественная минута. Подразделения по парадному одеты стоят по команде Смирно. Оркестр духовой музыки игра.. из … ина.. трибуну проходят представители высшего командования из- … рмию, командующий части майор Кузнецов, войсками части и начальник гарнизона командир части 758 с.п. полковник Щербатенко.

Опять воцарилась тишина. Взор всех был обращён на трибуну, солнце своими лучами вселяло в сердца собравшихся торжество, веселье, радость. После приветствий с торжественной речью по случаю открытия лагеря выступил полковник Щербатенко.

В своей вступительной речи полковник Щербатенко, поздравил бойцов, командиров и полит работников с днём открытия лагеря. Он сообщил итоги занятий по боевой и политической подкотовки в зимний и весенний период времени. Полковник Щербатенко подчеркнул успехи, а также недостатки того гл…шого подразделения. Он призвал бойцов, командиров и политработников частей ещё энергичнее, прилагая максимально старания заниматься по боевой и политической подготовки в лагерный период. Как можно лучше, наи…шличн.. овладеть военной техникой, а также на..тлички усвоить тактику боя в любых условиях.

Товарищи, в настоящее время создалось напряжённое положение не только в европе, но и во всем мире в связи со 2-й империалистической войной.

Пламя пожара распространилось по всему миру, охватывая все новые и новые государства.

Надо быть на чеку. Командиру, как можно больше работать над собой, дабы подготовиться ко всяким неожиданностям и случайностям. В этот момент речь полковника Щербатенко, который говорил через репродуктор усилитель была прервана речью тов. Молотова, сообщавшая всему Советскому народу, а также всему миру, что 22-го июня в 4 часа утра Германия, нарушив заключённый с нею мирный договор, вероломно по разбойнично нагло и.. каких причин напала на Советский Союз, бросив в бой свои 170 дивизий. Тов. Молотов призвал весь Советский народ на борьбу с немецкими захватчиками и оккупантами. На защиту нашей Великой Родины должны встать народы Советского союза. Для этого ещё крепче объеденивши..й наш свободолюбивый народ в одну большую семью, спаяв фронт и тыл воедино.

22 июня 1941 г. Полк получил приказ, согласно которому занял оборону на берегу Белого моря в районе д. Покровское.
8 августа 1941 г. Полк получил приказ сосредоточить все подразделения для погрузки на ж.д. в районе д. Порог.
11 августа 1941 г. 1-й эшелон в 13.00 отправился со ст. Порог. Всего было отправлено 3 эшелона.
13 августа 1941 г. 1-й эшелон прибыл на место разгрузки — ст. Лоухи Кировской ж.д. «По прибытии 1 эшелона, 3-я батарея немедленно получила боевой приказ прибыть в район 34 км ж.д. Лоухи-Кестеньга для поддержки 426 с.п. который вёл бой с группой белофашистов, просочившейся в этот район через оборону отд. бригады. В 14.00 батарея прибыла в указанный район, развернулась и приступила к выполнению боевой задачи.»
14 августа 1941 г. «В бой вступили 1 и 2 батареи, поддерживая 426 с.п., оборонявший ж.д. посёлок в район 34 км.»
20 августа 1941 г. «426 стрелковый полк для сосредоточения сил переходит к обороне.»
22 августа 1941 г. «88 стрелковая дивизия сковав 11 пехотную бригаду и 12 пехотный полк белофашистов, и преостановив их наступление переходит к обороне»
24 августа 1941 г. «426 с.п. переходит в наступление. Группировка наших батарей остаётся прежней. Батареи ведут огонь по точкам, живой силе на переднем крае. 426 стрелковый полк натолкнулся на упорное сопротивление»
28 августа 29141 г. «Части дивизии вновь переходят к обороне, сосредотачивая силы для удара. Первая батарея 401 л.а.п поддерживает 426 с.п., вторая батарея 401 л.а.п. поддерживает 611 стрелковый полк.»
31 августа 1941 г. «426 и 611 с.п. переходят в наступление.»
1 сентября 1941 г. «В течение 1-2 сентября 426 и 611 с.п. при активной поддержке сил нашей артиллерии в жестоких боях нанесли решительный удар по группировки противника. Противник быстро отходит на запад вдоль линии ж.д. оставляя нашим наступающим частям большие трофеи. Нашими частями было захвачено 5 орудий ПТО, два 76 мм орудия, гаубичная 122 мм батарея, около 60 пулемётов и 900 винтовок, много боеприпасов, снаряжения. За отличную поддержку арт. огнём личный состав 611 с.п. прислал на имя командования нашего полка благодарственное письмо.»
3 сентября 1941 г. «Части боевого участка для перегруппировки сил и уничтожения оставшихся мелких групп противника переходят в обороне»
4 сентября 1941 г. «С 24.00 части Боевого Участка (с отд. бригадой) вновь переходят в наступление с задачей уничтожить кестеньгскую группировку противника — 3 финскую ПД и части немецкой Северной мотодивизии SS.» «При поддержке огня наших батарей 758 сп и 426 сп занимают г. Ганкашваара и 611 сп оттесняет противника до рубежа двух озёр, где противник, подтянув последние резервы, занял упорную оборону и задержал наступление наших частей».
10 сентября 1941 г. "В ночь с 9 на 10 штаб полка перешёл на новое место в район штаба 611 сп на высоту, что севернее жел. дороги на " « километре. 1я и 2я батареи вели огонь по скопившейся пехоте и по проволочным заграждениям пр-ка. 3я батарея меняла боевой порядок и огонь не вела. 2-й дивизион огня не вёл. Ьатареи не имели связи с НП.
11 сентября 1941 г. „Полк продолжал поддерживать 611 СП — группу капитана Смирнова, занимающую оборону вдоль просеки (кв. 14-50)“.
12 сентября 1941 г. „1-я и 2-я батареи продолжали поддерживать гр. Смирнова. 1-я батарея огня не вела за ненадомостью. 2 бат. стреляла по живой силе на переднем крае.“ 3-я батарея поддерживала группу к-на Белоскурского, который обходя пр-ка по самому бер. оз. Дегинное (14-54, 14-56)».
13 сентября 1941 г. «За день существенных изменений в положении войск не произошло. Пушечные батареи огня не вели. 3 и 6 бат. вели редкий огонь по переднему краю противника. Противник сильно укрепился».
14 сентября 1941 г. «С рассветом подразделения 611 СП начали атаку пр-ка в районе севернее и южнее оз. Длинное. Перед атакой наши батареи дали 20 минутный огневой налёт по переднему краю, после чего пехота подошла к проволоке и стала её преодолевать.» «К исходу дня стрелковые части отошли на исходные позиции». «Вечером получили приказ штаба боевого участка о переходе частей участка в наступление с 4.00 15.9.41. Затем особым указание наступление было перенесено на 16.9»
15 сентября 1941 г. «В течение дня подразделения готовились к наступлению. Пушечные батареи из-за недостатка снарядов в операции участия не принимали»
16 сентября 1941 г. «В 4.30 5 и 6 бат. дали огневой налёт по переднему краю пр-ка. 3 бат. перед 9 ротой, 6 перед 8-й. Пехота пошла в атаку. Перед проволокой — минное поле пр-ка, и между рядами проволоки — минные поля. После разминирования пехота занимает окопы противника.» «Пехота до исхода дня медленно продвигается вперед».
17 сентября 1941 г. «426 СП продолжает медленно продвигаться вперед. Наши батареи помогают продвижению нашей пехоты.»
18 сентября 1941 г. «В течение дня наша пехота медленно продвигается вперед ветегая минные поля и проволочные заграждения. Продвижение очень медленное — за сутки 500—600 м.»
19 сентября 1941 г. «Наши стрелковые части продолжают наступление на обороняющегося противника. Противник сильно укрепившись в районе железной дороги и шоссе оказывает упорное сопротивление.»
20 сентября 1941 г. «Наши стрелковые части, ведя наступательные операции то продвигаются на 100—150 м вперёд, то вновь отходят назад встречая сильное огневое сопротивление противника».
21 сентября 1941 г. «426 и 242 СП, продолжая выполнять боевую задачу, поставленную в приказе № 03/ОП, в течение ночи подтягивается на расстоянии 10-20 м к блиндажам противника для атаки, перед переходом в атаку наши батареи дали 5 минутный огневой налёт по переднему, после чего пехота пошла в атаку. Но до перехода в атаку наша пехота была обнаружена пр-ком и он перешёл в контратаку. Наша пехота отошла на исходные позиции и с помощью огня 1/401 отразила контратаку.»
22 сентября 1941 г. «Части Боевого Участка согласно приказу штаба Боевого Участка № 05/ОП 10.15 22.9.41 г. переходят к обороне на достигнутом рубеже.»
23 сентября 1941 г. «2/401 согласно приказу штаба артиллерии боевого участка снялся с занимаемого боевого порядка для перехода к поддержке 758 СП, но с пути был возвращён в виду получения новых указаний. Согласно приказу № 05/ОП отдельная бригада и мурманский полк снимаются с фронта и отводятся в тыл для переформирования. 1/426 СП, действовавший по дороге Пенгисальма-Лохи-Ваара, возвращается к основным силам полка, сменивший 758 СП.»
24 сентября 1941 г. «Полк меняет боевой порядок. Штаб 2/401 переходит к месту расположения 611 СП, 5 бат. на марше в район 758 СП.»
25 сентября 1941 г. «Батареи 1/401 в течение ночи вели беспокоящий огонь по противнику»
26 сентября 1941 г. «2 и 3 батареи вели беспокоящий огонь по шоссе и району наших ОП»
27 сентября 1941 г. «Противник активных боевых действий не проявляет, продолжая укреплять свой боевой порядок. Наши батареи ведут по ночам беспокоящий огонь по противнику. Противник каждую ночь ведёт методический обстрел района шоссе и наших ОП из тяжёлого орудия».
30 сентября 1941 г. Осколками, разорвавшегося на ОП-3 снаряда выведено из строя одно орудие.
1 октября 1941 г. «В 1 бат. разбита осколком рация 6 ПК»
до 30 октября записей в журнале боевых действий нет. Запись от 30 октября сделана другим почерком.
30 октября 1941 г. «Перед фронтом 611 СП и 426 СП противник ведёт артиллерийскую разведку боем.»
1 ноября 1941 г. «Утром противник делает попытку прорваться в стык между 426 и 611 СП. Огнём 4-й бат. и 6 бат. наступление противника приостановлено, противник понёс большие потери убитыми до 300 человек. Группа противника силою до батальона проникла в глубину нашей обороны, перерезала связь с командиром полка и вышла в район кв 2064А оседлав шоссейную дорогу и отрезав тыл полка. К 12.00 1.11.41 г. противник порвал связь у командира 4 и 6 бат. с огневыми позициями.»
2 ноября 1941 г. «В течение ночи на 2.11.41 г. противник вёл редкую ружейнопулеметную стрельбу по переднему краю нашей обороны.» «В 6.00 противник ведёт интенсивную арт. подготовку по переднему краю и переносит огонь в глубину. Выпускается до 1500 снарядов.»
Боевой путь части в 1941-м году достаточно подробно описан в нескольких документах:
«История нашей части 1941—1942 г.г.»,
«Журнал боевых действий»,
«Боевые действия стрелкового полка: сборник боевых примеров» Москва Воениздат 1958 г. группа авторов под редакцией Генерал-майора Василевского Д. В.
Описание одних и тех же событий в этих трёх источниках часто сильно разнятся.